# Clematis occidentalis
Clematis occidentalis is een Clematis-soort uit de Atragene groep (Clematis sect. Atragene) die van nature in de bergen en heuvels van zowel het oosten alsook het westen van Noord-Amerika (VS en Canada) voorkomt, maar niet in het midden. De plant werd in 1815 door de Deense botanicus Jens Wilken Hornemann voor het eerst beschreven en benoemd en vervolgens in 1824 door de Zwitserse botanicus Augustin Pyramus de Candolle geldig gepubliceerd. De Amerikaanse naam is "purple clematis", "purple virgin's bower" of "western blue virgin's bower" en mag niet verwisseld worden met de soort "virgin's bower" (C. virginiana).

## Kenmerken
C. occidentalis is een kleinbloemige, bladverliezende klimplant met verhoutende, licht gegroefde stengels. De plant klimt tot maximaal 3,5 m hoog en heeft 3-tallig bladeren. De bladeren zijn tegenoverstaand op een bladsteel van 7–10 cm lengte. De drie gesteelde blaadjes zijn lancetvormig tot ovaal, 5–7 cm lang en hebben een gave bladrand.
C. occidentalis heeft knikkende tot hangende, breed klokvormige, blauwe of purperkleurige bloemen. De bloemen zitten afzonderlijk op 3–14 cm lange stelen, die uit de bladoksels van een oude tak (zelden van een nieuwe scheut) groeien. 
De bloem heeft 4 lancetvormige tot elliptische kelkbaadjes (sepalen), die 2,5–5,5 cm lang en 1–2,6 cm breed zijn. Aan de binnenkant zijn ze kaal en aan de buitenkant licht behaard (donzig). In het centrum heeft de bloem 13 of meer 0,8–2 cm lange meeldraden die zijn omgeven van 1,3–2,3 cm lange, lijnvormige staminodia. C. occidentalis bloeit tussen mei en juni. De vruchten zijn 3–4 mm lang en hebben een 3–7 cm lang behaard pluimpje (snavel).

## Variëteiten en verspreiding
Pringle (1971) beschrijft van C. occidentalis drie geografische variëteiten:
- C. occidentalis var. occidentalis (Hornem.) DC.
- C. occidentalis var. grosseserrata (Rydberg) J.S.Pringle
- C. occidentalis var. dissecta (C.L.Hitchcock) J.S.Pringle

C. occidentalis (ook Clematis occidentalis var. occidentalis genoemd) komt op een hoogte van 250–3000 m alleen in oosten van Noord-Amerika voor. Het verspreidingsgebied reikt van westelijk North Carolina in de VS tot centraal Ontario en Quebec in Canada.
Clematis occidentalis var. grosseserrata komt op een hoogte van 900–3000 m alleen in het westen van Noord-Amerika voor. Het verspreidingsgebied strekt zich uit van Wyoming en Utah in de VS tot centraal Brits-Columbia en Alberta in Canada. C. occidentalis var. grosseserrata onderscheidt zich door blaadje met een gezaagde bladrand. Bovendien spreiden zich de kelkbaden van de bloem wijd uiteen en zijn violetblauw van kleur. Ook bloemen met witte kelkbladen komen voor.
C. occidentalis var. dissecta is endemisch in een afgelegen regio aan de Pacific in het noordwesten van de VS in de staat Washington. Deze variëteit onderscheidt zich daardoor, dat ze algemeen kleiner is. W.T. Wang et al. trekken uit hun onderzoek in 2009 de konklusie, dat C. occidentalis var. dissecta en Clematis occidentalis var. grosseserrata zich niet significant van elkaar onderscheiden en beschouwen beide variëteiten als identiek.
In het midden van Noord-Amerika komt C. occidentalis niet voor. De deling in twee gebieden is mogelijk veroorzaakt door de glaciatie van Noord-Amerika in de Wisconsin ijstijd.

## Toepassingen
C. occidentalis komt alleen in het wild voor en is nauwelijks in cultuur.

## Afbeeldingen

Variëteiten
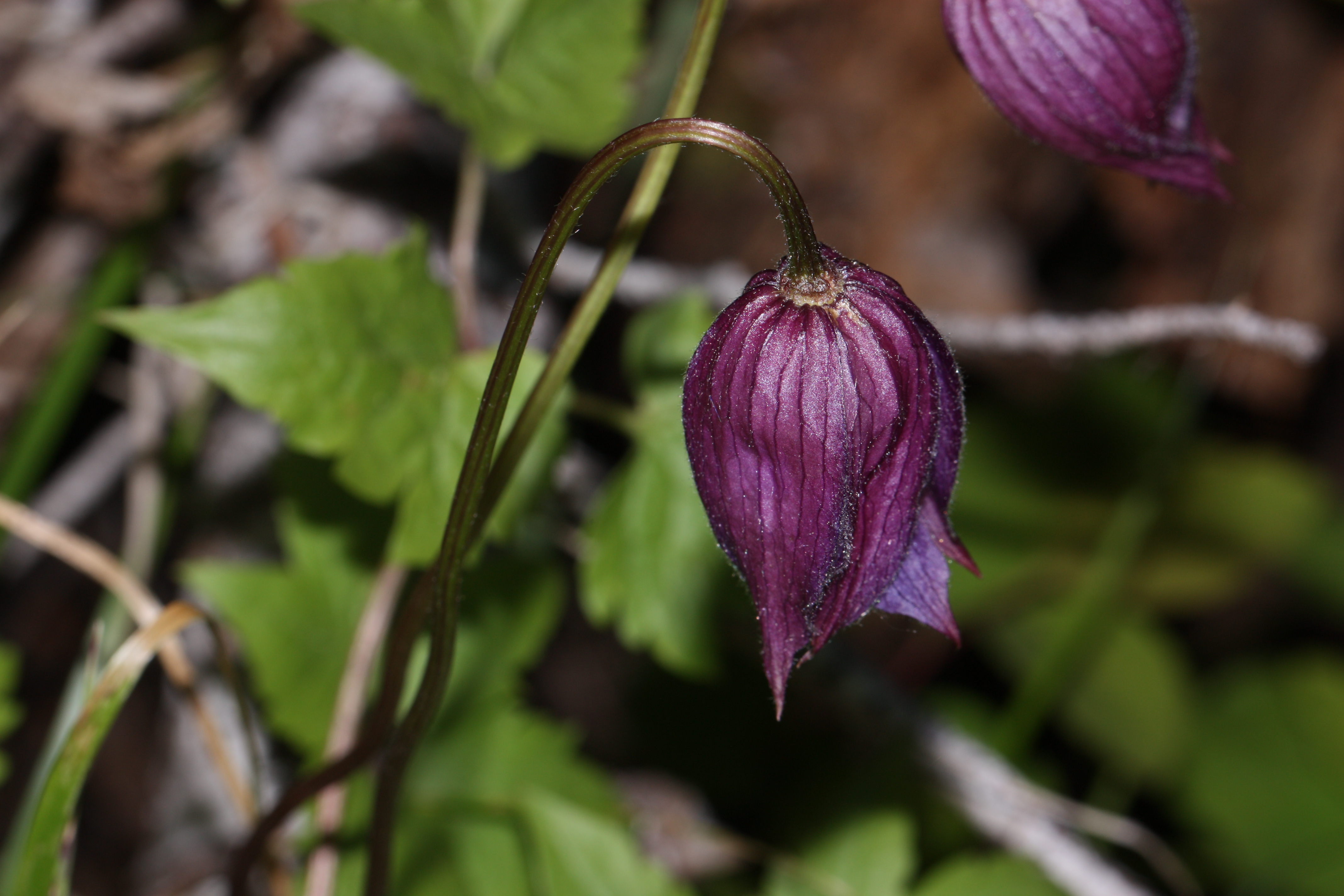
C. occidentalis var. dissecta
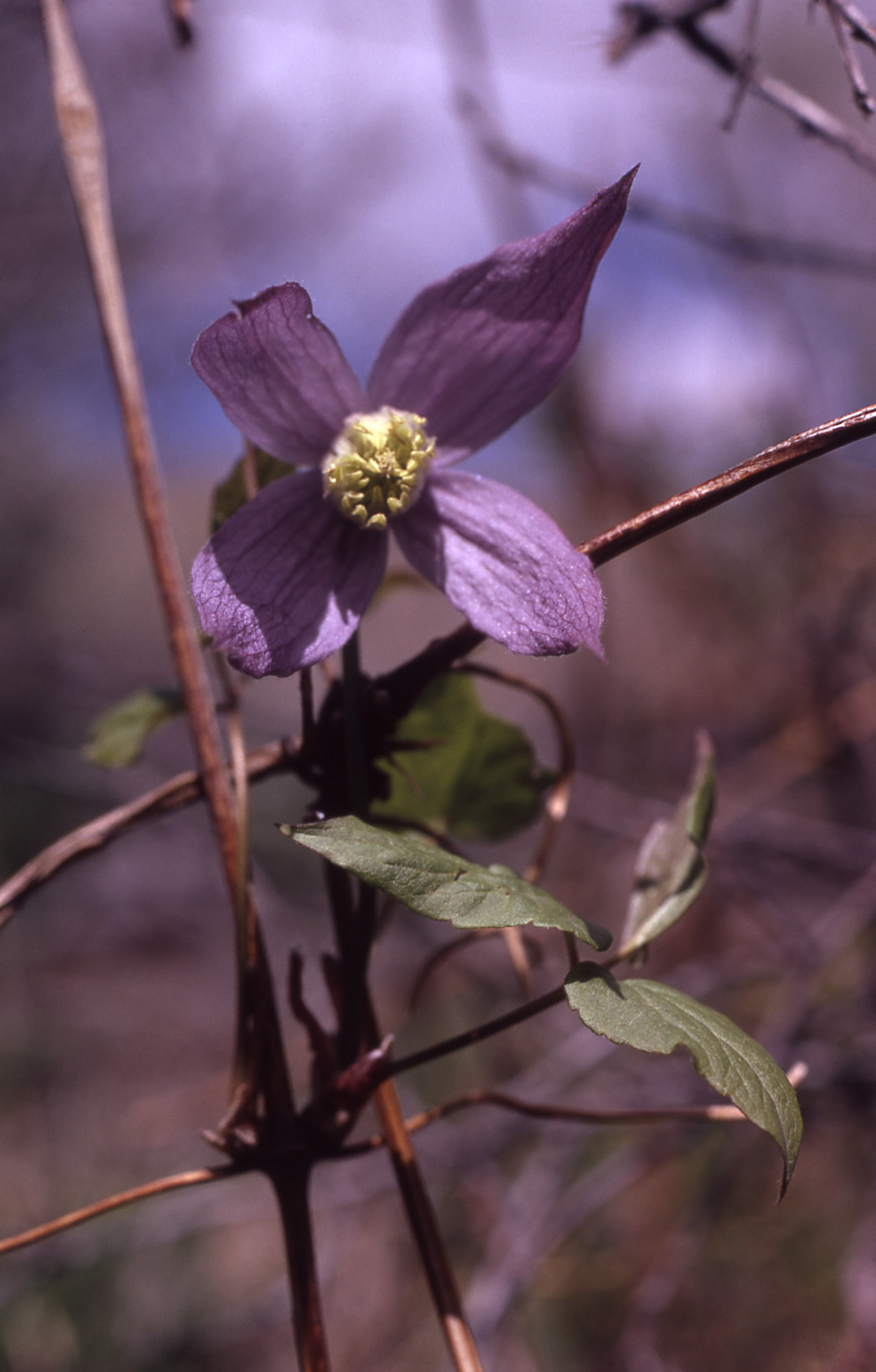
C. occidentalis var. grosseserrata